# رونچو تاوجا
رونچو تاوجا (به اسپانیایی: Runcu Tauja) یک کوه در پرو است که در Peru, Cusco Region, Puno Region واقع شده‌است. رونچو تاوجا ۵٬۲۰۰ متر بالاتر از سطح دریا واقع شده‌است.